# Nekrolog 4. Quartal 1938
Nekrolog
◄◄
| ◄
| 1934
| 1935
| 1936
| 1937
| 1938 | 1939 | 1940 | 1941 | 1942 | ► | ►►
1. Quartal |
2. Quartal |
3. Quartal |
4. Quartal 1938
Weitere Ereignisse | Allgemeiner Nekrolog 1938
Die Beschreibung der verstorbenen Person sollte so kurz wie möglich gehalten sein und nur deren signifikante Tätigkeit(en) enthalten.
Neue Namen ggf. auch unter dem Geburts- und Sterbedatum, also etwa unter 1. Januar und im Geburts- und Sterbejahr (2024) eintragen (nur bei entsprechender großer Wichtigkeit). Für Beispiele siehe die schon vorhandenen Artikel.
Außerdem über die fünf zuletzt Verstorbenen, zu denen es einen ausreichend guten Artikel für eine Präsentation auf der Hauptseite gibt, nach der todesbedingten Überarbeitung der Artikel ggf. auch unter Wikipedia Diskussion:Hauptseite informieren und sie am besten auch in den anderen Wikipedia-Sprachversionen eintragen. Tipp: Regelmäßig bei news.google.de nach „ist tot“, „gestorben“ oder „verstorben“ suchen.
Wenn eine Person gestorben ist, gibt es viele Seiten zu dieser Person in der Wikipedia, die davon auch betroffen sind und entsprechend aktualisiert werden müssen. Beispiele: Namenübersichtsseite, Geburtsjahr, Geburtsort-Seiten und viele mehr.
Wie finde ich die betroffenen Seiten?
Im Suchfeld auf der linken Seite gibt man den Suchbegriff so ein: „Vorname Nachname“. Dann klickt man auf Volltext und alle Seiten mit entsprechendem Suchtext werden aufgerufen. Hier sieht man dann schnell, wo auch das Todesjahr Sinn macht oder sogar ein Teil des Artikels angepasst werden muss. Auch hilft das „Werkzeug“ auf der linken Seite sehr gut, um solche Seiten aufzufinden: „Links auf diese Seite“. Somit ist die Wikipedia wieder aktuell in allen Bereichen! Hinweis: bei Eintragung der Kategorie „Gestorben JAHR“ wird der Missbrauchsfilter 49 ausgelöst, was jedoch nicht schlimm ist. Siehe: Spezial:Missbrauchsfilter/49
Dies ist eine Liste von im vierten Quartal 1938 verstorbenen bekannten Persönlichkeiten. Die Einträge erfolgen innerhalb der einzelnen Daten alphabetisch sortiert. Tiere sind im Nekrolog für Tiere zu finden.

## Oktober
| 1. Oktober                                         | Julien Flegenheimer               | Schweizer Architekt                                                                                                 | 58              |                                                 |    |  |
| 1. Oktober                                         | Arthur Kayser                     | deutscher Unternehmer und Industrieller                                                                             | 67              |                                                 |    |  |
| 2. Oktober                                         | André Lagache                     | französischer Autorennfahrer                                                                                        | 53              |                                                 |    |  |
| 2. Oktober                                         | Georg Obst                        | deutscher Ordinarius für Betriebswirtschaftslehre                                                                   | 65              |                                                 |    |  |
| 2. Oktober                                         | Ferdinand Schrey                  | deutscher Erfinder, Mitbegründer der Stenografie                                                                    | 88              |                                                 |    |  |
| 3. Oktober                                         | Alexandru Averescu                | rumänischer General und Politiker                                                                                   | 79              |                                                 |    |  |
| 3. Oktober                                         | Benno Chajes                      | Mediziner, Hygieniker und Abgeordneter (SPD)                                                                        | 57              |                                                 |    |  |
| 3. Oktober                                         | Gabriel Fazeny                    | österreichischer Ordenspriester und Politiker                                                                       | 76              |                                                 |    |  |
| 3. Oktober                                         | John Kissel                       | US-amerikanischer Politiker                                                                                         | 74              |                                                 |    |  |
| 3. Oktober                                         | David Rauter                      | österreichischer Jurist und Schriftsteller                                                                          | 89              |                                                 |    |  |
| 3. Oktober                                         | Alexander Wirminghaus             | deutscher Jurist, Historiker und Professor an der Universität zu Köln                                               | 75              |                                                 |    |  |
| 4. Oktober                                         | Alfred W. Agee                    | US-amerikanischer Politiker                                                                                         | 87              |                                                 |    |  |
| 4. Oktober                                         | Wilhelm Bähr                      | deutscher Politiker (Hessischer Bauernbund), Landtagsabgeordneter Großherzogtum Hessen                              | 75              |                                                 |    |  |
| 4. Oktober                                         | Paul Hagen                        | deutscher Philologe und Bibliothekar in Lübeck                                                                      | 74              |                                                 |    |  |
| 4. Oktober                                         | Marie Catherine Kneup             | deutsche Widerstandskämpferin                                                                                       | 39              |                                                 |    |  |
| 4. Oktober                                         | Ludwig Maringer                   | deutscher Kaufmann und Spion                                                                                        | 71              |                                                 |    |  |
| 4. Oktober                                         | Nikolai Wladimirowitsch Nekrassow | russischer und sowjetischer Autor und Esperantist                                                                   | 37              |                                                 |    |  |
| 4. Oktober                                         | Lothar Wolf                       | deutscher Arzt und Autor                                                                                            | 56              |                                                 |    |  |
| 5. Oktober                                         | John A. M. Adair                  | US-amerikanischer Politiker                                                                                         | 73              |                                                 |    |  |
| 5. Oktober                                         | John J. Boylan                    | US-amerikanischer Jurist und Politiker                                                                              | 60              |                                                 |    |  |
| 5. Oktober                                         | Ludwig Eckhart                    | österreichischer Mathematiker                                                                                       | 48              |                                                 |    |  |
| 5. Oktober                                         | Richard Fuchs                     | deutscher Bildhauer und Politiker (SPD), MdR                                                                        | 65              |                                                 |    |  |
| 5. Oktober                                         | Maria Faustyna Kowalska           | polnische Ordensfrau, Mystikerin und Heilige                                                                        | 33              |                                                 |    |  |
| 5. Oktober                                         | Takamura Chieko                   | japanische Malerin und Dichterin                                                                                    | 52              |                                                 |    |  |
| 6. Oktober                                         | Stanley Hubert Dent, Jr.          | US-amerikanischer Rechtsanwalt, Richter und Politiker                                                               | 69              |                                                 |    |  |
| 6. Oktober                                         | Simon Eisenmann                   | deutscher katholischer Geistlicher und Politiker (Zentrum), MdL                                                     | 75              |                                                 |    |  |
| 6. Oktober                                         | Rudolf Konopa                     | österreichischer Maler                                                                                              | 74              |                                                 |    |  |
| 7. Oktober                                         | Leopold Bauer                     | österreichischer Architekt                                                                                          | 66              |                                                 |    |  |
| 7. Oktober                                         | Rudolf Doerfel                    | österreichischer Ingenieur und Hochschullehrer                                                                      | 83              |                                                 |    |  |
| 7. Oktober                                         | Philo Hall                        | US-amerikanischer Politiker                                                                                         | 72              |                                                 |    |  |
| 7. Oktober                                         | Reynold Janney                    | US-amerikanischer Erfinder                                                                                          | 80              |                                                 |    |  |
| 7. Oktober                                         | Hermann Köhl                      | deutscher Flugpionier, württembergischer Offizier                                                                   | 50              |                                                 |    |  |
| 7. Oktober                                         | Werner Mellmann                   | deutscher Motorradrennfahrer                                                                                        | 27              |                                                 |    |  |
| 7. Oktober                                         | Kurt von Mutzenbecher             | deutscher Verwaltungs- und Hofbeamter und Theaterintendant                                                          | 71              |                                                 |    |  |
| 8. Oktober                                         | Johann Bella                      | österreichischer Politiker                                                                                          | 52              |                                                 |    |  |
| 8. Oktober                                         | Hnat Chotkewytsch                 | ukrainischer Künstler und Schriftsteller                                                                            | 60              |                                                 |    |  |
| 8. Oktober                                         | August Erdmann                    | deutscher Autor und Politiker (SPD), MdR                                                                            | 76              |                                                 |    |  |
| 8. Oktober                                         | Alexander von Grunelius           | deutscher Beamter und Politiker                                                                                     | 68              |                                                 |    |  |
| 8. Oktober                                         | Georg König                       | deutscher Politiker                                                                                                 | 77              |                                                 |    |  |
| 8. Oktober                                         | Elizabeth Nourse                  | US-amerikanische Malerin, Bildhauerin und Möbel-Designerin                                                          | 78              |                                                 |    |  |
| 8. Oktober                                         | Peter Riedel                      | russlanddeutscher römisch-katholischer Geistlicher und Märtyrer                                                     |                 |                                                 |    |  |
| 8. Oktober                                         | Karl Sudhoff                      | Mitbegründer der Medizingeschichte als wissenschaftliche Disziplin in Deutschland                                   | 84              |                                                 |    |  |
| 9. Oktober                                         | Josef Beilmann                    | deutsch-russischer römisch-katholischer Geistlicher und Märtyrer                                                    |                 |                                                 |    |  |
| 9. Oktober                                         | Wilhelm Bormann                   | österreichischer Bildhauer                                                                                          | 55              |                                                 |    |  |
| 9. Oktober                                         | William H. Clifford               | US-amerikanischer Drehbuchautor und Regisseur der Stummfilmzeit                                                     |                 |                                                 |    |  |
| 9. Oktober                                         | Alfred Rebe                       | deutscher Politiker (KPD), Stalinismus-Opfer                                                                        | 44              |                                                 |    |  |
| 9. Oktober                                         | Hans Schrott-Fiechtl              | österreichischer Landwirtschaftsexperte und Schriftsteller                                                          | 71              |                                                 |    |  |
| 9. Oktober                                         | Agostino Soldati                  | Schweizer Notar, Politiker, Bundesrichter und Zeitungsverleger                                                      | 81              |                                                 |    |  |
| 10. Oktober                                        | Adam Babareka                     | weißrussischer Lyriker und Schriftsteller                                                                           | 38              |                                                 |    |  |
| 11. Oktober                                        | Hugo Reichenberger                | deutscher Dirigent und Komponist                                                                                    | 65              |                                                 |    |  |
| 11. Oktober                                        | Hermann Rodewald                  | deutscher Agrarwissenschaftler                                                                                      | 82              |                                                 |    |  |
| 12. Oktober                                        | J. Frank Allee                    | US-amerikanischer Politiker (Republikanischen Partei)                                                               | 80              |                                                 |    |  |
| 12. Oktober                                        | Richard Himmelstoß                | deutscher Violinist und Konzertmeister                                                                              | 95              |                                                 |    |  |
| 12. Oktober                                        | Stefan Julius Rapp                | Lehrer, Geschichtsforscher und Genealoge                                                                            | 58              |                                                 |    |  |
| 12. Oktober                                        | Kyrill Wladimirowitsch Romanow    | Großfürst von Russland, Titularzar                                                                                  | 62              |                                                 |    |  |
| 13. Oktober                                        | Theodor Charlemont                | österreichischer Bildhauer                                                                                          | 79              |                                                 |    |  |
| 13. Oktober                                        | Selma Gräfin von der Gröben       | deutsche Frauenrechtlerin                                                                                           | 81              |                                                 |    |  |
| 13. Oktober                                        | Elzie Segar                       | US-amerikanischer Comic-Zeichner und der Erfinder der Figur des Popeye                                              | 43              |                                                 |    |  |
| 14. Oktober                                        | Charles Creighton Carlin          | US-amerikanischer Politiker                                                                                         | 72              |                                                 |    |  |
| 14. Oktober                                        | Fritz Funk                        | deutsch-schweizer Industrieller (BBC)                                                                               | 80              |                                                 |    |  |
| 14. Oktober                                        | Gustav Laukant                    | sozialistischer Politiker (USDP)                                                                                    | 69              |                                                 |    |  |
| 15. Oktober                                        | Adolf Hamm                        | deutscher Organist                                                                                                  | 56              |                                                 |    |  |
| 15. Oktober                                        | Lambert Hofer senior              | österreichischer Unternehmer                                                                                        | 59              |                                                 |    |  |
| 15. Oktober                                        | Paula Ollendorff                  | deutsche Pädagogin und Kommunalpolitikerin                                                                          | 78              |                                                 |    |  |
| 15. Oktober                                        | Gustav Wischnövski                | deutscher Politiker (DNVP), MdR                                                                                     | 66              |                                                 |    |  |
| 15. Oktober                                        | Lion Wohlgemuth                   | deutscher Kaufmann, Feuerwehrmann, Mäzen und NS-Opfer                                                               | 67              |                                                 |    |  |
| 16. Oktober                                        | Noma Seiji                        | japanischer Verleger                                                                                                | 59              |                                                 |    |  |
| 16. Oktober                                        | Hugo Sperber                      | österreichischer Rechtsanwalt                                                                                       | 52              |                                                 |    |  |
| 17. Oktober                                        | Hermann Brass                     | österreichisch-tschechoslowakischer Textilindustrieller                                                             | 83              |                                                 |    |  |
| 17. Oktober                                        | Willibald Kaehler                 | deutscher Dirigent, Komponist, Generalmusikdirektor in Mannheim und Schwerin                                        | 72              |                                                 |    |  |
| 17. Oktober                                        | Karl Kautsky                      | deutsch-tschechischer Philosoph und Politiker (SPD), Theoretiker der deutschen und internationalen Sozialdemokratie | 84              |                                                 |    |  |
| 17. Oktober                                        | Lily Alice Lefevre                | kanadische Lyrikerin                                                                                                | 85              |                                                 |    |  |
| 17. Oktober                                        | Aleksander Michałowski            | polnischer Pianist, Musikpädagoge und Komponist                                                                     | 87              |                                                 |    |  |
| 17. Oktober                                        | May Morris                        | britische Unternehmerin und Produktdesignerin für Bunt- und Weißstickerei                                           | 76              |                                                 |    |  |
| 18. Oktober                                        | Kellogg Casey                     | US-amerikanischer Sportschütze                                                                                      | 61              |                                                 |    |  |
| 18. Oktober                                        | Paul Helbronner                   | französischer Geodät und Alpinist                                                                                   | 67              |                                                 |    |  |
| 18. Oktober                                        | Franz Sales Kuhn                  | deutscher Architekt                                                                                                 | 74              |                                                 |    |  |
| 19. Oktober                                        | Henri Lebègue                     | französischer Gräzist und Paläograph                                                                                | 82              |                                                 |    |  |
| 19. Oktober                                        | Franz Pácal                       | böhmischer Opernsänger (Bass)                                                                                       | 71              |                                                 |    |  |
| 20. Oktober                                        | Herbert Berg                      | deutscher Automobilrennfahrer                                                                                       | 28              |                                                 |    |  |
| 20. Oktober                                        | Eduard Pant                       | Politiker der deutschen Katholiken Polens                                                                           | 51              |                                                 |    |  |
| 21. Oktober                                        | Silvio Conti                      | deutscher Jurist und Staatsbeamter                                                                                  | 39              |                                                 |    |  |
| 21. Oktober                                        | Dorothy Hale                      | US-amerikanische Schauspielerin                                                                                     | 33              |                                                 |    |  |
| 21. Oktober                                        | Carl Frederik Harries             | dänischer Kaufmann und Inspektor in Grönland                                                                        | 65              |                                                 |    |  |
| 21. Oktober                                        | Henry Heitfeld                    | US-amerikanischer Politiker                                                                                         | 79              |                                                 |    |  |
| 21. Oktober                                        | Wilhelm Jünemann                  | deutsch-chilenischer Priester, Schriftsteller, Hellenist, Philologe, Literaturkritiker und Übersetzer               | 83              |                                                 |    |  |
| 22. Oktober                                        | Wassili Kondratjewitsch Alymow    | sowjetischer Ethnograph                                                                                             | 55              |                                                 |    |  |
| 22. Oktober                                        | May Irwin                         | kanadische Sängerin und Schauspielerin                                                                              | 76              |                                                 |    |  |
| 22. Oktober                                        | Konstantin Alexejewitsch Kalinin  | sowjetischer Flugzeugkonstrukteur                                                                                   | 48              |                                                 |    |  |
| 22. Oktober                                        | Erich Torggler                    | österreichischer Maler des Expressionismus                                                                          | 39              |                                                 |    |  |
| 22. Oktober                                        | Edgar Wedekind                    | deutscher Chemiker und Hochschullehrer                                                                              | 68              |                                                 |    |  |
| Alphonse Baugé\| französischer Radrennfahrer \| 65 |                                   | 23. Oktober | Otto Dobenecker | deutscher Pädagoge, Diplomatiker und Historiker | 79 |  |
| 23. Oktober                                        | Georg Drescher                    | deutscher Sportler                                                                                                  | 68              |                                                 |    |  |
| 23. Oktober                                        | Jean-Guy Gautier                  | französischer Rugbyspieler und Leichtathlet                                                                         | 62              |                                                 |    |  |
| 24. Oktober                                        | Ernst Barlach                     | deutscher Schriftsteller, Bildhauer und Zeichner                                                                    | 68              |                                                 |    |  |
| 24. Oktober                                        | Carl Anton Mense                  | deutscher Tropenmediziner und Forschungsreisender                                                                   | 77              |                                                 |    |  |
| 24. Oktober                                        | Friedrich Wilhelm zur Lippe       | Volkskundler und Rassenforscher                                                                                     | 47              |                                                 |    |  |
| 25. Oktober                                        | Karl Borromäus Heinrich           | deutscher katholischer Schriftsteller                                                                               | 54              |                                                 |    |  |
| 25. Oktober                                        | Rudolf Rusche                     | preußischer Offizier, zuletzt Generalleutnant im Ersten Weltkrieg                                                   | 80              |                                                 |    |  |
| 25. Oktober                                        | Alfonsina Storni                  | Dichterin und Schriftstellerin der argentinischen Avantgarde                                                        | 46              |                                                 |    |  |
| 27. Oktober                                        | Lascelles Abercrombie             | englischer Schriftsteller                                                                                           | 57              |                                                 |    |  |
| 27. Oktober                                        | Artemi Bagratowitsch Chalatow     | sowjetischer Funktionär und Verleger                                                                                | 44              |                                                 |    |  |
| 27. Oktober                                        | Alma Gluck                        | amerikanische Opernsängerin                                                                                         | 54              |                                                 |    |  |
| 27. Oktober                                        | Stephan Heibges                   | deutscher Altphilologe und Gymnasiallehrer                                                                          | 50              |                                                 |    |  |
| 27. Oktober                                        | Xədicə Qayıbova                   | aserbaidschanische Pianistin                                                                                        | 45              |                                                 |    |  |
| 27. Oktober                                        | Ricardo Samper Ibáñez             | Ministerpräsident von Spanien                                                                                       | 57              |                                                 |    |  |
| 27. Oktober                                        | Ludwig Spängler                   | österreichischer Techniker und Eisenbahningenieur                                                                   | 73              |                                                 |    |  |
| 27. Oktober                                        | Eva Tetrazzini                    | italienische Sängerin der Stimmlage Sopran                                                                          | 76              |                                                 |    |  |
| 27. Oktober                                        | August von Trott zu Solz          | preußischer Staatsminister                                                                                          | 82              |                                                 |    |  |
| 28. Oktober                                        | Nedirbaý Aýtakow                  | sowjetischer Staatsmann, turkmenischer Parteifunktionär                                                             |                 |                                                 |    |  |
| 28. Oktober                                        | Maurice Reinhold von Stern        | deutsch-baltischer Schriftsteller und Journalist                                                                    | 78              |                                                 |    |  |
| 29. Oktober                                        | Ernst Bertram                     | deutscher Kommunist und Widerstandskämpfer                                                                          | 29              |                                                 |    |  |
| 29. Oktober                                        | Wilhelm Halbfaß                   | deutscher Hydrogeograph                                                                                             | 82              |                                                 |    |  |
| 29. Oktober                                        | Adalbert Winkler                  | österreichisch-ungarischer Mönchspriester, Verwalter und Konservator                                                | 80              |                                                 |    |  |
| 30. Oktober                                        | George Archibald Emmett Adams     | britischer Songwriter, Texter und Arrangeur                                                                         | ≈49             |                                                 |    |  |
| 30. Oktober                                        | Benjamin Franklin Bledsoe         | US-amerikanischer Jurist                                                                                            | 64              |                                                 |    |  |
| 30. Oktober                                        | Wiktor Karlowitsch Bulla          | Fotograf der Oktoberrevolution                                                                                      | 55              |                                                 |    |  |
| 30. Oktober                                        | Esteban Cifuentes                 | spanischer Fußballspieler                                                                                           |                 |                                                 |    |  |
| 30. Oktober                                        | Karl Gladischefski                | deutscher Theologe und Politiker (DDP)                                                                              | 76              |                                                 |    |  |
| 30. Oktober                                        | Ossip Aronowitsch Pjatnizki       | sowjetischer Politiker und Präsidiumsmitglied der Kommunistischen Internationale                                    | 56              |                                                 |    |  |
| 30. Oktober                                        | Henri Raymond Vidal               | französischer Chemiker                                                                                              | 76              |                                                 |    |  |
| 31. Oktober                                        | Jean-Marie Degoutte               | französischer General                                                                                               | 72              |                                                 |    |  |
| 31. Oktober                                        | August Gustafsson                 | schwedischer Tauzieher                                                                                              | 62              |                                                 |    |  |
| 31. Oktober                                        | Robert Nhil                       | deutscher Schauspieler                                                                                              | 80              |                                                 |    |  |
| 31. Oktober                                        | Henri Royer                       | französischer Maler                                                                                                 | 69              |                                                 |    |  |
| 31. Oktober                                        | Moriz Viktor Silbermark           | österreichischer Chirurg, Chefarzt und General-Stabsarzt                                                            | 64              |                                                 |    |  |
| 31. Oktober                                        | Robert Woolsey                    | US-amerikanischer Schauspieler, Tänzer und Komiker                                                                  | 50              |                                                 |    |  |
|                                                    | Oskar Böhme                       | deutsch-russischer Trompeter und Komponist                                                                          | 68              |                                                 |    |  |
|                                                    | Marie Dalldorf                    | deutsche Theater- und Stummfilmschauspielerin                                                                       |                 |                                                 |    |  |
|                                                    | Abdurauf Fitrat                   | usbekischer Schriftsteller, Journalist und Politiker                                                                |                 |                                                 |    |  |
|                                                    | Ramón Franco                      | spanischer Politiker, Offizier und Flugpionier                                                                      | 42              |                                                 |    |  |
|                                                    | Franz May                         | deutscher Kaufmann und Senator in Bremen                                                                            |                 |                                                 |    |  |

## November
| Tag          | Name                                  | Beruf, bekannt als | Alter | Beleg |
| ------------ | ------------------------------------- | --- | ----- | ----- |
| 1. November  | François Bethune                      | belgischer Romanist und Mediävist                                                                                      | 70    |       |
| 1. November  | Francis Jammes                        | französischer Dichter                                                                                                  | 69    |       |
| 1. November  | Theodor Neuberger                     | deutscher Psychiater                                                                                                   | 81    |       |
| 1. November  | George S. Simonds                     | US-amerikanischer Offizier, Generalmajor der US-Army                                                                   | 64    |       |
| 2. November  | Kurt von Lupin                        | deutscher Offizier, Generalmajor der Reichswehr                                                                        | 71    |       |
| 3. November  | Friedrich Parey                       | deutscher Jurist und Oberreichsanwalt am Volksgerichtshof                                                              | 49    |       |
| 4. November  | Richard Greeff                        | deutscher Ophthalmologe und Medizinhistoriker                                                                          | 76    |       |
| 4. November  | Johann Werndl                         | österreichischer Politiker (SDAP)                                                                                      | 51    |       |
| 5. November  | Thomas Dewing                         | US-amerikanischer Maler                                                                                                | 87    |       |
| 5. November  | Georges Urbain                        | französischer Chemiker                                                                                                 | 66    |       |
| 6. November  | Mary H. J. Henderson                  | schottisch-britische Dichterin, Frauenrechtlerin und Administratorin im Scottish Women’s Hospitals for Foreign Service |       |       |
| 6. November  | Wilhelm Lüdecke                       | deutscher Komponist und Musikverleger                                                                                  | 70    |       |
| 6. November  | Max von Waldberg                      | deutscher Literaturwissenschaftler und Professor in Heidelberg                                                         | 80    |       |
| 7. November  | Roman August Adelheim                 | deutschbaltischer Pathologe und Mediziner                                                                              | 57    |       |
| 7. November  | Colette Peignot                       | französische Schriftstellerin                                                                                          | 35    |       |
| 7. November  | Georgi Konstantinowitsch Romanow      | russischer Innenarchitekt                                                                                              | 35    |       |
| 7. November  | O. F. Werndorff                       | österreichischer Filmarchitekt                                                                                         | 58    |       |
| 8. November  | Fritz Bleichröder                     | deutscher Arzt | 63    |       |
| 8. November  | Arthur Brunsich von Brun              | preußischer General der Infanterie                                                                                     | 93    |       |
| 8. November  | Anna Rogstad                          | norwegische Frauenrechtsaktivistin, Lehrerin und Politikerin                                                           | 84    |       |
| 9. November  | Wassili Konstantinowitsch Blücher     | General der Roten Armee und Marschall der Sowjetunion                                                                  | 48    |       |
| 9. November  | German Grobe                          | deutscher Maler | 81    |       |
| 9. November  | Ernst Eduard vom Rath                 | deutscher Diplomat und Botschaftssekretär in Paris                                                                     | 29    |       |
| 10. November | Mustafa Kemal Atatürk                 | türkischer Politiker                                                                                                   |       |       |
| 10. November | Richard Berger                        | österreichischer Ingenieur und Opfer der Pogromnacht                                                                   | 53    |       |
| 10. November | Otto Breuer                           | österreichischer Architekt und Möbeldesigner                                                                           | 41    |       |
| 10. November | Chris Fridfinnson                     | kanadischer Eishockeyspieler                                                                                           | 40    |       |
| 10. November | Adolph Goldberg                       | deutscher Arzt und NS-Opfer                                                                                            | 78    |       |
| 10. November | Martha Goldberg                       | deutsche, sozial engagierte Frau und jüdisches NS-Opfer der Reichspogromnacht                                          | 65    |       |
| 10. November | Richard Graubart                      | österreichischer Kaufmann und Opfer der nationalsozialistischen Novemberpogrome                                        | 39    |       |
| 10. November | Nikolai Dmitrijewitsch Grigorjew      | russisch-sowjetischer Schachspieler und Komponist von Endspielstudien                                                  | 43    |       |
| 10. November | Hans Günther                          | deutscher Schriftsteller und Literaturtheoretiker                                                                      | 39    |       |
| 10. November | Emil Krämer                           | deutscher Rechtsanwalt und Mitinhaber der Privatbank H. Aufhäuser                                                      | 61    |       |
| 10. November | Max Leven                             | deutscher Politiker (USPD, SPD) und Journalist                                                                         | 56    |       |
| 10. November | Richard von Schnitzler                | deutscher Bankier, Industrieller und Mäzen                                                                             | 83    |       |
| 11. November | Karl Cohen                            | deutscher römisch-katholischer Geistlicher, Komponist und Kirchenmusiker                                               | 87    |       |
| 11. November | Heinrich Haslinde                     | deutscher Heimatdichter und Schriftsteller                                                                             | 60    |       |
| 11. November | Santos Iriarte                        | uruguayischer Fußballspieler                                                                                           | 36    |       |
| 11. November | Josef Lengsfeld                       | deutscher Musiker, Konzertmeister und Komponist                                                                        | 60    |       |
| 11. November | Otto Loewe                            | deutscher Chirurg | 60    |       |
| 11. November | Mary Mallon                           | US-amerikanische Frau, Person der amerikanischen Medizingeschichte                                                     | 69    |       |
| 11. November | Max von Schinckel                     | deutscher Bankier und Politiker, MdHB                                                                                  | 89    |       |
| 11. November | Paul Wallich                          | deutscher Bankier | 56    |       |
| 11. November | Josiah O. Wolcott                     | US-amerikanischer Jurist und Politiker                                                                                 | 61    |       |
| 12. November | Ernst Darmstaedter                    | deutscher Chemiehistoriker                                                                                             | 61    |       |
| 12. November | Karl Dyroff                           | deutscher Orientalist und Ägyptologe                                                                                   | 76    |       |
| 12. November | Max Lehrs                             | deutscher Kunsthistoriker, Direktor des Dresdner Kupferstich-Kabinetts                                                 | 83    |       |
| 13. November | Georg Cleeves                         | deutscher Jurist | ≈54   |       |
| 13. November | Leopoldo Duarte e Silva               | brasilianischer Geistlicher, Erzbischof von São Paulo                                                                  | 71    |       |
| 13. November | Walter Pintus                         | Arzt in Ludwigsburg | 58    |       |
| 13. November | Franz Stöhr                           | deutscher Politiker (NSDAP, NSFP), MdR                                                                                 | 58    |       |
| 14. November | Manuel Aróztegui                      | uruguayischer Tangopianist und Komponist                                                                               | 50    |       |
| 14. November | Anna Heinemann                        | deutsche Schriftstellerin                                                                                              | 69    |       |
| 14. November | Rolf Kinzl                            | österreichischer Tennisspieler                                                                                         | 60    |       |
| 14. November | Patrick Watson-Williams               | englischer Chirurg und HNO-Spezialist                                                                                  |       |       |
| 15. November | André-Eugène Blondel                  | französischer Physiker                                                                                                 | 75    |       |
| 15. November | Hans Christian Gram                   | dänischer Bakteriologe                                                                                                 | 85    |       |
| 15. November | John Höxter                           | deutscher Maler und Schriftsteller                                                                                     | 54    |       |
| 15. November | Felix Oppenheimer                     | österreichischer Schriftsteller                                                                                        | 64    |       |
| 15. November | Leopold Karl Pick                     | deutscher Maschinenbauingenieur und Privatdozent an der RWTH Aachen                                                    | 63    |       |
| 15. November | Theodor Plaut                         | deutscher Mediziner | 64    |       |
| 16. November | Ernst Boehe                           | deutscher Dirigent und Komponist                                                                                       | 57    |       |
| 16. November | Halil Edhem Eldem                     | türkischer Archäologe                                                                                                  |       |       |
| 16. November | Frank D. Jackson                      | US-amerikanischer Politiker (Republikanische Partei)                                                                   | 84    |       |
| 16. November | Thaddäus von Jarotzky                 | preußischer Generalleutnant im Ersten Weltkrieg                                                                        | 80    |       |
| 16. November | Edward Parmelee Morris                | US-amerikanischer Klassischer Philologe                                                                                | 85    |       |
| 16. November | Agustín Ojeda                         | mexikanischer Fußballspieler                                                                                           | 40    |       |
| 16. November | Ludwig Perlitius                      | deutscher Agrarwissenschaftler und Politiker (Zentrum), MdR                                                            | 66    |       |
| 16. November | Abbas Mirsa Scharifsade               | aserbaidschanischer Schauspieler und Regisseur                                                                         | 45    |       |
| 16. November | Reginald Steggall                     | britischer Organist und Komponist                                                                                      | 71    |       |
| 16. November | Eugen Thiele                          | österreichischer Filmregisseur, Drehbuchautor und Schauspieler                                                         | 41    |       |
| 17. November | Hans Larwin                           | österreichischer Maler                                                                                                 | 64    |       |
| 17. November | Hubert S. Martin                      | britischer Diplomat | 59    |       |
| 17. November | Jørgen Peter Müller                   | dänischer Sportler, Gymnastiklehrer und Sportjournalist                                                                | 72    |       |
| 17. November | Paul von Schwabach                    | deutscher Historiker und Bankier                                                                                       | 71    |       |
| 17. November | Ante Trumbić                          | kroatischer Politiker                                                                                                  | 74    |       |
| 18. November | Co Breman                             | niederländischer Maler                                                                                                 | 72    |       |
| 18. November | Johann Baptist Fuchs                  | deutscher Offizier, Polizist und SA-Führer                                                                             | 61    |       |
| 18. November | Rudolf Germer                         | deutscher Landschaftsarchitekt                                                                                         | 54    |       |
| 18. November | Hugo Hübner                           | deutscher Flugpionier                                                                                                  | 56    |       |
| 18. November | Peter Rosing                          | grönländischer Künstler und Landesrat                                                                                  | 67    |       |
| 18. November | Karl Tiedt                            | deutscher Politiker (SPD, USPD, KPD), MdR und Sexualreformer                                                           | 57    |       |
| 18. November | Thomas A. E. Weadock                  | US-amerikanischer Jurist und Politiker                                                                                 | 88    |       |
| 19. November | Kaarlo Castrén                        | finnischer Politiker                                                                                                   | 78    |       |
| 19. November | Wilhelm Flor                          | deutscher Jurist der Bekennenden Kirche                                                                                | 55    |       |
| 19. November | Otto Riethmüller                      | geistlicher Dichter | 49    |       |
| 19. November | P. T. Selbit                          | englischer Zauberkünstler                                                                                              | 57    |       |
| 19. November | Pawel Iwanowitsch Woiloschnikow       | russischer Sportschütze                                                                                                | 59    |       |
| 20. November | Edwin Hall                            | US-amerikanischer Physiker                                                                                             | 83    |       |
| 20. November | Mary Russell Walker                   | schottisch-britische Schulleiterin                                                                                     |       |       |
| 20. November | Paul Mamroth                          | deutscher Industrieller und Finanzfachmann                                                                             | 79    |       |
| 20. November | Maud von Großbritannien und Irland    | Prinzessin von Großbritannien und Irland sowie Königin von Norwegen                                                    | 68    |       |
| 20. November | Leo Isaakowitsch Schestow             | russischer Philosoph und Schriftsteller                                                                                | 72    |       |
| 20. November | Hans Seyboth                          | baltischer Schachkomponist und -spieler                                                                                | 74    |       |
| 20. November | Takayasu Mikito                       | japanischer Augenarzt                                                                                                  |       |       |
| 21. November | Fritz Gertsch                         | Schweizer Berufsoffizier                                                                                               | 76    |       |
| 21. November | Leopold Godowsky                      | polnischer Pianist und Komponist                                                                                       | 68    |       |
| 21. November | Gottfried Kapp                        | deutscher Schriftsteller                                                                                               | 41    |       |
| 22. November | Hata Sahachirō                        | japanischer Wissenschaftler und Bakteriologe                                                                           | 65    |       |
| 22. November | Erich Marcks                          | deutscher Historiker                                                                                                   | 77    |       |
| 22. November | Karl Theodor Paulke                   | deutscher Musiker und Musikhistoriker                                                                                  | 57    |       |
| 22. November | Fritz Schimanski                      | deutscher Politiker | 49    |       |
| 23. November | Eduard Engel                          | deutscher Literaturwissenschaftler                                                                                     | 87    |       |
| 23. November | August Gruber                         | Protozoologe | 85    |       |
| 23. November | Fritz Seyffarth                       | deutscher Reichsgerichtsrat                                                                                            | 65    |       |
| 23. November | Erik Werenskiold                      | norwegischer Maler und Zeichner                                                                                        | 83    |       |
| 24. November | Johann Georg von Sachsen              | Herzog von Sachsen | 69    |       |
| 25. November | Otto von Lossow                       | deutscher Generalleutnant                                                                                              | 70    |       |
| 25. November | Albert Reychler                       | belgischer Chemiker | 84    |       |
| 26. November | Albert Patry                          | deutscher Theater- und Stummfilmschauspieler                                                                           | 74    |       |
| 26. November | Hermann Sinell                        | deutscher Arzt | 76    |       |
| 26. November | Robert Taylor Thorp                   | US-amerikanischer Politiker                                                                                            | 88    |       |
| 27. November | Otto Dempwolff                        | deutscher Sprachwissenschaftler und Ethnologe                                                                          | 67    |       |
| 27. November | Hans Joachim von Graevenitz           | deutscher Verwaltungsjurist, Landrat des Kreises Westprignitz                                                          | 64    |       |
| 27. November | Michael Six                           | österreichischer Bildhauer und Medailleur                                                                              | 64    |       |
| 28. November | Frieda Freise                         | deutsche Kinderärztin                                                                                                  | 52    |       |
| 28. November | John William Fordham Johnson          | kanadischer Manager, Vizegouverneur von British Columbia                                                               | 72    |       |
| 28. November | William McDougall                     | englisch-amerikanischer Psychologe                                                                                     | 67    |       |
| 28. November | Semjon Petrowitsch Schubin            | russischer Physiker | 30    |       |
| 29. November | Durk van Blom                         | niederländischer Ökonom                                                                                                | 60    |       |
| 29. November | Angelo Fortunato Formiggini           | italienischer Verleger                                                                                                 | 60    |       |
| 29. November | Carrie Neely                          | US-amerikanische Tennisspielerin                                                                                       |       |       |
| 29. November | Johannes Rosumek                      | deutscher Politiker (DP)                                                                                               | 55    |       |
| 29. November | Branislaŭ Adamawitsch Taraschkewitsch | weißrussischer Linguist                                                                                                | 46    |       |
| 29. November | Richard Wilde                         | deutscher Schriftsteller, Journalist und Drehbuchautor                                                                 | 66    |       |
| 30. November | Corneliu Zelea Codreanu               | rumänischer Politiker                                                                                                  | 39    |       |
| 30. November | Hugo Helbing                          | deutscher Kunsthändler und Auktionator                                                                                 | 75    |       |
| 30. November | Anton Pachinger                       | österreichischer Wissenschaftler und Volkskundler                                                                      | 74    |       |
| 30. November | Carl Salm                             | deutscher Schriftsteller                                                                                               | 50    |       |
| 30. November | Fritz Zerritsch der Ältere            | österreichischer Bildhauer                                                                                             | 73    |       |

## Dezember
| Tag          | Name                          | Beruf, bekannt als                                                                                           | Alter | Beleg |
| ------------ | ----------------------------- | --- | ----- | ----- |
| 1. Dezember  | Alfredo Rodrigues Gaspar      | portugiesischer Kapitän, Premierminister                                                                     | 73    |       |
| 1. Dezember  | Georg Kalischer               | deutscher Chemiker                                                                                           | 65    |       |
| 1. Dezember  | Franz Kossmat                 | österreichisch-deutscher Geowissenschaftler                                                                  | 67    |       |
| 1. Dezember  | Julius von Schlosser          | österreichischer Kunsthistoriker                                                                             | 72    |       |
| 2. Dezember  | Gottlob Fauth                 | deutscher Schmied und Politiker (SPD)                                                                        | 58    |       |
| 2. Dezember  | Carl Anton Meckel             | deutscher Architekt                                                                                          | 63    |       |
| 2. Dezember  | John J. Whitacre              | US-amerikanischer Politiker (Demokratische Partei)                                                           | 77    |       |
| 3. Dezember  | Félix Córdova Dávila          | puerto-ricanischer Politiker                                                                                 | 60    |       |
| 3. Dezember  | Antonia Pozzi                 | italienische Dichterin                                                                                       | 26    |       |
| 3. Dezember  | Joseph Taggart                | US-amerikanischer Politiker                                                                                  | 71    |       |
| 3. Dezember  | Juho Vennola                  | finnischer Politiker                                                                                         | 66    |       |
| 4. Dezember  | Jacob Astor                   | deutscher Politiker, MdR                                                                                     | 70    |       |
| 4. Dezember  | Gertruda Kilosówna            | polnische Leichtathletin                                                                                     | 25    |       |
| 4. Dezember  | Thomas Littledale             | britischer Segler                                                                                            | 88    |       |
| 4. Dezember  | James W. Overstreet           | US-amerikanischer Politiker                                                                                  | 72    |       |
| 4. Dezember  | Pierre Payssé                 | französischer Turner                                                                                         | 65    |       |
| 5. Dezember  | Adolf Isbert                  | deutscher Automobilexperte und -funktionär                                                                   | 80    |       |
| 5. Dezember  | Jeremi Kubicki                | polnischer Maler                                                                                             | 27    |       |
| 6. Dezember  | Georges Baklanoff             | russischer Opernsänger (Bariton)                                                                             | 57    |       |
| 6. Dezember  | Boris Brutzkus                | russischer Ökonom                                                                                            | 64    |       |
| 6. Dezember  | Walther von Lindenfels        | deutscher Politiker (NSDAP), MdR und SA-Führer                                                               | 60    |       |
| 6. Dezember  | Martha Marek                  | österreichische Mörderin                                                                                     | 41    |       |
| 6. Dezember  | Walter Nesbit                 | US-amerikanischer Politiker                                                                                  | 63    |       |
| 7. Dezember  | Max Adler                     | österreichischer Violinist, Violinpädagoge, Dirigent und Musikschriftsteller                                 | 75    |       |
| 7. Dezember  | Katharine Carl                | US-amerikanische Malerin                                                                                     | 73    |       |
| 7. Dezember  | Auguste Daumain               | französischer Radsportler                                                                                    | 61    |       |
| 7. Dezember  | Anna Marie Hahn               | deutsch-amerikanische Serienmörderin                                                                         | 32    |       |
| 7. Dezember  | Henny Lauritzen               | dänische Stummfilm-Schauspielerin                                                                            | 67    |       |
| 7. Dezember  | Eduard Leisching              | österreichischer Kunsthistoriker und Direktor des Museums für angewandte Kunst                               | 80    |       |
| 8. Dezember  | Károly Aszlányi               | ungarischer Schriftsteller und Journalist                                                                    | 30    |       |
| 8. Dezember  | Walther Bachmann              | deutscher Pianist                                                                                            | 64    |       |
| 8. Dezember  | Friedrich Glauser             | Schweizer Krimi-Schriftsteller                                                                               | 42    |       |
| 8. Dezember  | Siegfried Guggenheimer        | deutscher Physiker und Unternehmer                                                                           | 63    |       |
| 8. Dezember  | Karol Koziolek                | polnischer römisch-katholischer Priester und Präsident des Vereins Bund der Polen in Deutschland (1930–1935) | 82    |       |
| 8. Dezember  | Paul Mombert                  | deutscher Nationalökonom                                                                                     | 62    |       |
| 9. Dezember  | Paul Eichelmann               | deutscher Fußballtorhüter                                                                                    | 59    |       |
| 9. Dezember  | Albert Eschenlohr             | deutscher Fußballspieler                                                                                     | 40    |       |
| 9. Dezember  | Johannes van Laar             | niederländischer Chemiker                                                                                    | 78    |       |
| 9. Dezember  | James Pierpont                | US-amerikanischer Mathematiker                                                                               | 72    |       |
| 9. Dezember  | Hans Töndury                  | Schweizer Ordinarius für Betriebswirtschaftslehre                                                            | 55    |       |
| 10. Dezember | Rudolf Gebauer                | deutscher Politiker (KPD) und Widerstandskämpfer                                                             | 35    |       |
| 10. Dezember | Hermann Hardt                 | deutscher Kaufmann und Mitinhaber von Johann Wülfing & Sohn; Abgeordneter                                    | 72    |       |
| 10. Dezember | Paul Morgan                   | österreichischer Schauspieler und Komiker                                                                    | 52    |       |
| 11. Dezember | Donato Etna                   | italienischer General und Politiker                                                                          | 80    |       |
| 11. Dezember | Christian Lous Lange          | norwegischer Politiker, Friedensnobelpreisträger                                                             | 69    |       |
| 11. Dezember | Bernhard Walde                | deutscher katholischer Theologe, Professor für Altes Testament                                               | 52    |       |
| 12. Dezember | Bjarne Angell                 | norwegischer Tennisspieler                                                                                   | 50    |       |
| 12. Dezember | Theodor Heller                | österreichischer Heilpädagoge                                                                                | 69    |       |
| 12. Dezember | Holger Sinding-Larsen         | norwegischer Architekt                                                                                       | 69    |       |
| 12. Dezember | Hefty Stuart                  | australischer Radrennfahrer                                                                                  | 26    |       |
| 13. Dezember | Marie Hay                     | Schriftsteller                                                                                               | 65    |       |
| 13. Dezember | Richard Roffhack              | deutscher Verwaltungsjurist und Manager                                                                      | 66    |       |
| 13. Dezember | Richard Wirth                 | deutsch-US-amerikanischer Schauspieler und Hörspielsprecher                                                  | 80    |       |
| 14. Dezember | Marie Cohn                    | deutsche Schriftstellerin und Drehbuchautorin                                                                | 66    |       |
| 14. Dezember | Maurice Emmanuel              | französischer Musikwissenschaftler, Musiklehrer und Komponist                                                | 76    |       |
| 14. Dezember | Udo von Fischer               | deutscher Generalmajor                                                                                       | 70    |       |
| 14. Dezember | Fritz Keller                  | österreichischer Architekt                                                                                   | 60    |       |
| 14. Dezember | Richard Reisch                | österreichischer Politiker und Jurist                                                                        | 72    |       |
| 14. Dezember | Wilhelm Steinsdorff           | deutscher Politiker (DDP)                                                                                    | 74    |       |
| 14. Dezember | Aurora Teixeira de Castro     | portugiesische Notarin, Rechtsanwältin, Autorin und Frauenrechtlerin                                         | 47    |       |
| 15. Dezember | Kalle Heikkinen               | finnischer Skilangläufer                                                                                     | 30    |       |
| 15. Dezember | George R. Lawrence            | US-amerikanischer Fotograf                                                                                   | 70    |       |
| 15. Dezember | Francesco Torraca             | italienischer Romanist, Italianist und Mediävist                                                             | 85    |       |
| 15. Dezember | Waleri Pawlowitsch Tschkalow  | sowjetischer Pilot                                                                                           | 34    |       |
| 16. Dezember | Adelheid von Bennigsen        | deutsche Frauenrechtlerin                                                                                    | 77    |       |
| 16. Dezember | Adelbert Eulefeld             | deutscher Forstbeamter                                                                                       | 85    |       |
| 16. Dezember | Franz Freidel                 | deutscher Handwerksmeister und Politiker (WP), MdR                                                           | 50    |       |
| 16. Dezember | Emil Kronke                   | deutscher Komponist                                                                                          | 73    |       |
| 16. Dezember | Roussadana Mdivani            | georgische Prinzessin und Ehefrau des spanischen Malers José Maria Sert                                      |       |       |
| 17. Dezember | Bruno Jasieński               | polnischer Dichter                                                                                           | 37    |       |
| 17. Dezember | Gustav Tammann                | deutsch-baltischer Chemiker                                                                                  | 77    |       |
| 18. Dezember | Hugo Kunz                     | deutscher Maler und Radierer                                                                                 | 54    |       |
| 19. Dezember | Leslie Balcombe               | englischer Fußballspieler                                                                                    |       |       |
| 19. Dezember | Heinrich Finke                | deutscher Historiker                                                                                         | 83    |       |
| 19. Dezember | Stephen Warfield Gambrill     | US-amerikanischer Politiker                                                                                  | 65    |       |
| 19. Dezember | Warren T. McCray              | US-amerikanischer Politiker                                                                                  | 73    |       |
| 19. Dezember | Joseph E. Schuëcker           | österreichischer Harfenist und Musikpädagoge                                                                 | 52    |       |
| 19. Dezember | Gerald Tait                   | britischer Segler                                                                                            | 72    |       |
| 20. Dezember | Artuš Scheiner                | tschechischer Illustrator, Zeichner und Maler                                                                | 75    |       |
| 21. Dezember | Bruno Bauer                   | österreichischer Architekt                                                                                   | 58    |       |
| 21. Dezember | Helen Miller Shepard          | US-amerikanische Philanthropin                                                                               | 70    |       |
| 21. Dezember | Ernst Wirth-Purtscheller      | österreichischer Politiker                                                                                   | 51    |       |
| 22. Dezember | Albert Fraenkel               | deutscher Arzt, Tuberkulose- und Herzforscher                                                                | 74    |       |
| 22. Dezember | Fritz Geyer                   | deutscher Althistoriker und Gymnasiallehrer                                                                  | 59    |       |
| 22. Dezember | Karl Halaunbrenner            | österreichischer Heimatforscher                                                                              | 57    |       |
| 22. Dezember | Aarne Pohjonen                | finnischer Turner                                                                                            | 52    |       |
| 22. Dezember | Maximilian Graf von Wiser     | deutscher Augenarzt                                                                                          | 77    |       |
| 23. Dezember | Gustav Hartmann               | deutscher Droschkenkutscher                                                                                  | 79    |       |
| 23. Dezember | Robert Herrick                | US-amerikanischer Schriftsteller                                                                             | 70    |       |
| 23. Dezember | Otto Schmidtgen               | deutscher Paläontologe                                                                                       | 59    |       |
| 24. Dezember | Franz Lafar                   | österreichischer Chemiker, Mikrobiologe und Mykologe                                                         | 73    |       |
| 24. Dezember | Amália Luazes                 | portugiesische Pädagogin und Schriftstellerin                                                                | 73    |       |
| 24. Dezember | Carl Miele                    | deutscher Konstrukteur und Industrieller                                                                     | 69    |       |
| 24. Dezember | Karl Rixkens                  | deutscher Porträtmaler                                                                                       | 57    |       |
| 24. Dezember | Leo Skrbenský von Hříště      | tschechischer Erzbischof von Prag; Erzbischof von Olmütz                                                     | 75    |       |
| 24. Dezember | Bruno Taut                    | deutscher Architekt und Stadtplaner                                                                          | 58    |       |
| 25. Dezember | Karel Čapek                   | tschechischer Schriftsteller                                                                                 | 48    |       |
| 25. Dezember | Theodor Fischer               | deutscher Architekt, Stadtplaner und Hochschullehrer                                                         | 76    |       |
| 25. Dezember | Ernst Käselau                 | deutscher Politiker (DVP), MdR                                                                               | 84    |       |
| 25. Dezember | Heinrich Ley                  | deutscher Chemiker                                                                                           | 66    |       |
| 25. Dezember | Harry Myers                   | US-amerikanischer Schauspieler und Stummfilmregisseur                                                        | 56    |       |
| 25. Dezember | Francis William Richter       | US-amerikanischer Pianist, Organist, Komponist und Musikpädagoge österreichischer Familienherkunft           | 50    |       |
| 25. Dezember | Pau Roustan                   | französischer Okzitanist und Schriftsteller okzitanischer Sprache                                            | 79    |       |
| 25. Dezember | Serhij Scheluchin             | ukrainischer Jurist, Historiker, Schriftsteller, Hochschullehrer und Politiker                               | 74    |       |
| 25. Dezember | Hugo Sohnle                   | deutscher Tierarzt                                                                                           | 74    |       |
| 25. Dezember | Hermann Stockmann             | deutscher Maler, Zeichner und Illustrator                                                                    | 71    |       |
| 25. Dezember | Hans Zötl                     | österreichischer Jurist und Heimatforscher                                                                   | 92    |       |
| 26. Dezember | Irene von Chavanne            | österreichisch-deutsche Alt-Sängerin                                                                         | 75    |       |
| 26. Dezember | Max Eckert-Greifendorff       | deutscher Geograph und Hochschullehrer                                                                       | 70    |       |
| 26. Dezember | Wilhelm Görck                 | deutscher Jurist und Politiker (NLP, DVP), MdR                                                               | 76    |       |
| 26. Dezember | Ansgar Vonier                 | deutscher Benediktiner, Abt von Buckfast Abbey, theologischer Autor                                          | 63    |       |
| 27. Dezember | Calvin Bridges                | US-amerikanischer Genetiker                                                                                  | 49    |       |
| 27. Dezember | Zona Gale                     | US-amerikanische Schriftstellerin                                                                            | 64    |       |
| 27. Dezember | Waldemar Koehne               | Reichsgerichtsrat                                                                                            | 58    |       |
| 27. Dezember | Ossip Emiljewitsch Mandelstam | russischer Dichter                                                                                           | 47    |       |
| 27. Dezember | Arnold Spychiger              | Schweizer Unternehmer und Politiker                                                                          | 69    |       |
| 27. Dezember | Émile Vandervelde             | belgischer Sozialdemokrat, Universitätsprofessor, Politiker                                                  | 72    |       |
| 28. Dezember | Jakob Brüllmann               | Schweizer Bildhauer                                                                                          | 66    |       |
| 28. Dezember | Regine Deutsch                | deutsche Politikerin (DDP) und Autorin                                                                       | 78    |       |
| 28. Dezember | Florence Lawrence             | kanadisch-US-amerikanische Stummfilmschauspielerin                                                           | 52    |       |
| 28. Dezember | Alfons Loewe                  | deutscher Notar und Rechtsanwalt                                                                             |       |       |
| 28. Dezember | Franceschina Prevosti         | italienische Opernsängerin und Gesangslehrerin                                                               | 72    |       |
| 28. Dezember | Paul Schwarz                  | deutscher Orientalist und Philologe                                                                          | 71    |       |
| 30. Dezember | Adolf Gustav Döring           | deutscher Maler                                                                                              |       |       |
| 30. Dezember | Aleksander Kakowski           | polnischer Geistlicher, Erzbischof von Warschau und Kardinal                                                 | 76    |       |
| 30. Dezember | Flóra Martos                  | ungarische Kommunistin                                                                                       | 41    |       |
| 30. Dezember | Georgi Ippolitowitsch Oppokow | russischer Politiker                                                                                         | 50    |       |
| 31. Dezember | Longinos Navás Ferrer         | spanischer Entomologe                                                                                        | 80    |       |
|              | Hans Finkelstein              | deutscher Chemiker                                                                                           | 53    |       |
|              | Erich Otto Volkmann           | Autor | 59    |       |